# Smyra
Smyra é um gênero de traça pertencente à família Arctiidae.